# Форал

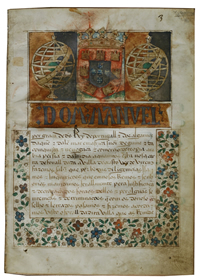
Новий форал уніфікованого типу часів Мануела І, наданий містечку Каштру-Верде (1510).

Фора́л (порт. foral, МФА: [fu.ˈɾaɫ]; від foro, «форум, грамота, устав»), або уставни́й ли́ст (порт. carta de foral) — у Португалії XII—XVI століть особлива грамота від короля, світського або духовного феодала, що надавала міський статус і автономні права поселенню, розташованому на території королівського або феодального домену. Базовий нормативно-правовий документ португальського середньовіччя. Португальський аналог іспанських муніципальних фуеро. Форал визнавав за селом або поселенням статус містечка, затверджував муніципальні права, зокрема право мати раду (ратушу, магістрат); визначав кордони поселення, систему управління, привілеї та обов'язки. Зміст грамоти різнився залежно від адресата, обставин видачі тощо. Зазвичай, форал регулював податки, збори й штрафи містечка; визначав розміри військової й трудової повинностей на користь феодала або короля, гарантував базові права і свободи міщан, а також жалував містечкам частину земель домену господаря, які міська громада могла використовувати на власну користь. Форал належав до сфери загального публічного (державного) права, що діяло поряд із нормами звичаєвого права. Поселення, яке отримало королівський форал, звільнялися від феодальних повинностей на користь свого попереднього власника й переводилися під владу міської ради (та, в свою чергу, перебувала під королівською юрисдикцією). Одразу після отримання форалу в поселенні зводили ратушу і центральну площу, на якій ставили ганебний стовп  — символ влади муніципалітету. Надання форалу, зазвичай, пришвидшувало заселення містечка та залежних від нього територій, збільшувало прибуток від нього та регіону. У 1495—1520 роках, з метою систематизації міського управління в країні, король Мануел I переглянув старі міські привілеї і видав уніфіковані нові, які зібрав у «Книзі нових форалів» (порт. Livros dos Forais Novos). Після цього практика видачі форалів занепала; їх повністю перестали видавати після 1832 року.